# Hermann Mock
Hermann Mock (* 15. April 1824 in Sigmaringen; † 17. März 1883 ebenda) war ein hohenzollerischer Oberamtmann.

## Leben
Hermann Mock war der Sohn eines Gastwirts. Nach dem Besuch des Gymnasiums in Sigmaringen studierte er Rechtswissenschaften in Tübingen, Heidelberg und München. 1849 legte er seine erste juristische Staatsprüfung ab. Von 1849 bis 1850 arbeitete er als Kanzlist beim Oberamt Sigmaringen, 1850 wurde er in den preußischen Staatsdienst übernommen. 1850 und 1851 war er Aktuariatsverweser beim Oberamt Sigmaringen sowie stellvertretender Hofgerichtssekretär und Rechtspraktikant bei der preußischen Regierung in Sigmaringen. 1852 und 1853 dann Kreisgerichtssekretär bei der Gerichtskommission Wald und Referendar beim Kreisgericht Hechingen. Von 1853 bis 1854 leitete er als Amtsverweser das Oberamt Sigmaringen, von 1855 bis 1862 das Oberamt Wald, von 1862 bis 1873 das Oberamt Gammertingen und von 1873 bis 1883 das Oberamt Sigmaringen. Hermann Mock war Vorstand der landwirtschaftlichen Bezirksstelle Sigmaringen und 1856 Vorsitzender des Verwaltungsrats des Landesspitals Sigmaringen.

## Ehrungen
- Ritterkreuz des Hausordens von Hohenzollern
- Ritterkreuz des portugiesischen Christusordens